# Dikilitaş (Beşiktaş)
Dikilitaş ("L'obelisco" in turco) è una mahalle situata nel distretto di Beşiktaş, nella parte europea della provincia di Istanbul, in Turchia.

## Geografia fisica
Dikilitaş  confina con Gayrettepe a nord, Balmumcu e Yıldız a est, Abbasağa e Türkali a sud e con la mahalle di Teşvikiye di Şişli a ovest. Barbaros Bulvari costituisce il confine orientale e Hakkı Yeten Caddesi quello occidentale.

## Storia
La targa esplicativa accanto all'obelisco (in turco Dikilitaş, in realtà una pietra di mira), che dà il nome al quartiere, recita: "Questa pietra fu eretta nel 1810 (1224 nell'Hijri) come ricordo di Mahmud II che colpì un uovo di struzzo con un colpo di un fucile di tipo şeşhane  durante una gara da una distanza di millecentocinquantacinque passi". L'epigrafe incisa sulla pietra è del poeta di corte Enderunlu Vasıf.

## Monumenti e luoghi di interesse
In questo quartiere si trovano il Consolato generale della Repubblica Turca di Cipro del Nord a Istanbul e la Direzione generale della Zecca e della Stamperia dei francobolli. La parte settentrionale della mahalle, dove si trova la Direzione generale della Zecca, è nota anche come Darphane ("Zecca" in turco).